# Hoogste tijd (film)
Hoogste tijd is een Nederlandse film uit 1995 van Frans Weisz met in de hoofdrollen Rijk de Gooyer, Kitty Courbois en Pierre Bokma.
Het scenario voor de film is gebaseerd op de roman Hoogste tijd (1985) van Harry Mulisch. De film was geen commercieel succes. In de eerste week trok de film, die op zestien bioscoopschermen te zien was slechts 7.000 bezoekers. Uiteindelijk kwam de film op 23.115 bezoekers met een omzet van 117.209 euro. De meeste critici waren wel over de film te spreken, men prees met name het scenario van Jan Blokker en het spel van Rijk de Gooyer.
Met de titel wordt bedoeld dat het hoogste tijd is voor de artiesten voor hun optreden in hun voorstelling. De film heeft als internationale titel Last Call.

## Verhaal
Een toneelgroep is op zoek naar een hoofdrolspeler in het stuk Noodweer. Ze vragen de gewezen revueartiest Willem 'Uli' Bouwmeester. Voor de inmiddels achtenzeventigjarige Uli is dit de kans van zijn leven. Jarenlang was hij actief in revues in achteraf theatertjes en nu mag hij meedoen met het grote toneel. Hoewel hij twijfelt of hij in staat is deze rol aan te kunnen is hij ijdel genoeg om op het aanbod in te gaan. 
Tijdens de repetities blijkt onmiskenbaar het talent van Uli, hij groeit boven zichzelf uit. De regisseur van het gezelschap Caspar Vogel zweept hem op en laat hem putten uit de emoties van zijn eigen verleden. Voor de getergde Bouwmeester verschijnen nu de spoken uit zijn verleden, het feit dat hij doorspeelde tijdens de bezetting van Nederland in de Tweede Wereldoorlog, zijn worsteling met zijn onderdrukte homoseksualiteit en de gemiste kansen in zijn toneelcarrière. Langzaam wordt duidelijk hoe hij is afgezakt tot een derderangs artiest. Als de première nadert, wordt Uli steeds angstiger. Maar de première van Noodweer maakt hij niet meer mee, hij gaat over naar een andere wereld.

## Rolverdeling
| Acteur                | Personage                |
| --------------------- | ------------------------ |
| Rijk de Gooyer        | Willem 'Uli' Bouwmeester |
| Kitty Courbois        | Berta Bouwmeester        |
| Pierre Bokma          | Paul                     |
| Edwin de Vries        | Bram Polak               |
| Willem Nijholt        | Etienne                  |
| Joop Doderer          | Pierre de Vries          |
| Will van Kralingen    | Charlotte                |
| Loes Wouterson        | moeder Uli               |
| Wouter Steenbergen    | vader Uli                |
| Josse De Pauw         | Caspar Vogel             |
| Bart Slegers          | Max Oort/Ariel           |
| Camilla Siegertsz     | Stella Middag            |
| Samantha Bennis       | Ariane                   |
| Mark Rietman          | Michael                  |
| Peter Van den Begin   | Etienne Post             |
| Michael Pas           | Lucas/Ferdinand          |
| Erna Sassen           | Trudy                    |
| Juul Vrijdag          | juffrouw Wijdenes        |
| Beppie Costa -Caccini |                          |
| Koos Vos              | Duitse soldaat           |

## Achtergrond
Frans Weisz wilde eerst acteur Coen Flink de rol van Uli Bouwmeester laten spelen, maar Flink vond zichzelf net iets te jong en hij was bovendien van mening dat hij niet, zoals in het scenario stond, een armoedig, klein, scheel mannetje was. Weisz vroeg vervolgens Guus Hermus die met zijn zesenzeventig jaar de leeftijd van Bouwmeester naderde, maar die wilde ook niet. Nummer drie op zijn lijst was Rijk de Gooyer (toen negenenzestig jaar), een acteur met wie hij vaker had gewerkt en een haat-liefdeverhouding had. Maar de Gooyer aarzelde. Inmiddels was zijn glorietijd als acteur voorbij en hij twijfelde of de rol moest aannemen. Uiteindelijk nam De Gooyer de rol aan, maar de twijfel bleef. In zijn filmdagboek over de film zegt Frans Weisz, dat De Gooyer worstelde met zijn personage. 'Hij begreep hem niet", noteert Weisz. Na de opnamen zou De Gooyer ruiterlijk aan Weisz toegeven dat ' hij nog niet eerder in zijn leven zoiets heeft laten zien als in deze film'.

## Prijzen
- Rijk de Gooyer won een Gouden kalf in de categorie Beste Acteur. Het was zijn tweede Gouden Kalf (de eerste kreeg hij in 1982 voor zijn hele oeuvre. Na afloop van de uitreiking was De Gooyer te gast in het televisieprogramma Taxi, dat werd gemaakt door zijn collega en vriend Maarten Spanjer. Spanjer fungeerde als taxichauffeur en reed Rijk naar huis. Als ze over de uitreiking van het Gouden Kalf praten, zegt Rijk de Gooyer dat het een armetierige vertoning was, waarop Spanjer vraagt waarom hij de prijs dan niet uit het raam gooit. De Gooyer gaf gelijk gehoor aan het verzoek.
- In juni 1996 kreeg Rijk de Gooyer de Dolfijn voor de beste acteur op het filmfestival van het Portugese Tróia.
- Hoogste tijd kreeg de Publieksprijs op het Internationaal Filmfestival van Vlaanderen 1995.